# Cementerio La Primavera
El cementerio La Primavera es un cementerio de la ciudad de Maracay, capital del estado Aragua. Está ubicado en la calle Mariño sur, entre las avenidas Constitución y Aragua. A mediados del 2016, fue clausurado por no tener más lugar, y en ese tiempo los cientos de tumbas y mausoleos han sido objeto de vandalismo y profanación.
Este cementerio alberga en su interior una colección estatuaria. En él se encuentran enterrados personajes significativos de la ciudad, entre ellos, reposa la mayoría de las víctimas que dejó el golpe de Estado en Venezuela de 1945. También, los hermanos Curro y César Girón, miembros de una de las dinastías de toreros más importantes de América, mientras que el general Juan Vicente Gómez, que yace junto a los suyos en el mausoleo Gómez, un panteón familiar.
Este camposanto se encuentra entre los Sitios de Interés Arquitectónico, Artístico, Histórico y Arqueológico según Decreto 975 de la Gaceta Oficial del estado Aragua n.° 610 de fecha 21 de noviembre de 1997.

## Historia
Fue inaugurado el 24 de julio de 1916 en terrenos del sector La Hamaca, donados por el general Juan Vicente Gómez y complementados posteriormente por una donación del general Raimundo Fonseca en 1917.
Dentro del cementerio se encuentra una capilla, la cual fue inaugurada el 17 de diciembre de 1930, siendo en ese entonces uno de los pocos cementerios urbanos inaugurados en Maracay en la fecha del centenario de la muerte de Simón Bolívar, pues las otras construcciones se reservaron para el 19 de diciembre, fecha de conmemoración de la ascensión de Juan Vicente Gómez al poder.

## Profanaciones
En un operativo de desmalezamiento por parte de las autoridades locales a finales de octubre de 2019, dejaron a la vista el evidente deterioro del cementerio. También a cielo abierto, cientos de tumbas profanadas, práctica que se agudizó entre 2017 y 2018. Anteriormente, el  11 de octubre de ese mismo año, una comisión del CICPC localizó una fosa común en la que fueron lanzados, por lo menos, 18 cadáveres.